# Maplewood Park (Ohio)
Maplewood Park es un lugar designado por el censo ubicado en el condado de Trumbull en el estado estadounidense de Ohio. En el Censo de 2010 tenía una población de 280 habitantes y una densidad poblacional de 137,19 personas por km².

## Geografía
Maplewood Park se encuentra ubicado en las coordenadas 41°8′21″N 80°34′47″O / 41.13917, -80.57972. Según la Oficina del Censo de los Estados Unidos, Maplewood Park tiene una superficie total de 2.04 km², de la cual 2.04 km² corresponden a tierra firme y (0%) 0 km² es agua.

## Demografía
Según el censo de 2010, había 280 personas residiendo en Maplewood Park. La densidad de población era de 137,19 hab./km². De los 280 habitantes, Maplewood Park estaba compuesto por el 46.43% blancos, el 47.86% eran afroamericanos, el 0% eran amerindios, el 0% eran asiáticos, el 0% eran isleños del Pacífico, el 0% eran de otras razas y el 5.71% pertenecían a dos o más razas. Del total de la población el 1.79% eran hispanos o latinos de cualquier raza.